# Eau tonique

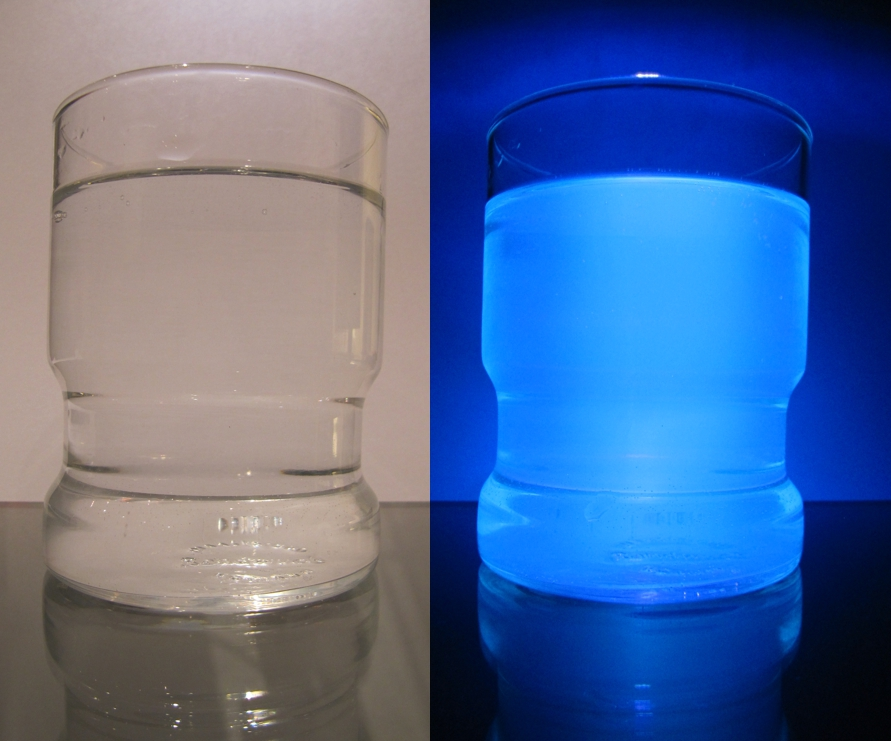
Deux verres d'eau tonique : à droite sous de la lumière noire, la quinine rend le produit fluorescent.

L’eau tonique (parfois appelée tonic, provient de l'anglais tonic water) est une boisson gazeuse contenant de l'eau additionnée de quinine, ce qui lui confère un goût lègèrement amer. 
Au début du XIXe siècle, c'est une décoction appelée « tonique-amer », résultat de la macération d'écorces de quinquina dans de l'eau. Elle était utilisée comme traitement contre la malaria, comme digestif et dépuratif, mais le goût était tellement amer qu'on y ajoutait du sucre (miel ou sucre de canne), et parfois du rhum. Il existe d'autres plantes servant à fabriquer des toniques amers, comme la gentiane.
À partir des années 1850-1860, la transformation en soda à partir d'eau gazeuse, réputée bonne pour la digestion, devient populaire et de nombreuses marques se développent, comme Schweppes (la plus ancienne) qui lance l'Indian Tonic, qui comprend aussi des extraits d'agrumes. D'autres formules remplacent la quinine par du gingembre.
Le gin tonic est un cocktail mélangeant gin, eau tonique et zeste d'agrume, qui aurait été inventé à l'époque des compagnies coloniales néerlandaises et britanniques, mais il s'agit sans doute d'un mythe[Interprétation personnelle ?].